# Bredinia appendiculata
Bredinia appendiculata är en nattsländeart som beskrevs av Oliver S. Flint Jr. och Sykora 1993. Bredinia appendiculata ingår i släktet Bredinia och familjen smånattsländor. Inga underarter finns listade i Catalogue of Life.